# 許嘉維
許嘉維（2000年9月12日—）是臺灣田径運動員，專攻竞走，在台灣的各項田徑以及路跑賽事皆表現突出，為10000公尺競走及20公里競走全國紀錄保持人。許嘉維曾就讀新竹市成德高中，目前就讀於國立臺灣體育運動大學競技運動學系，並接受台灣馬拉松全國紀錄保持人許績勝的指導。

## 競賽成績
| 2023                      | 2023亞洲20公里競走錦標賽                    | 日本能美市     | 第六名        | 男子20公里競走          | 1:29:59  |
| 2023                      | 2023亞洲田徑錦標賽                          | 泰國曼谷       | 第六名        | 男子20公里競走          | 1:31:31  |
| 2023                      | 2022亞洲運動會                              | 中國杭州市     | 第七名        | 男子20公里競走          | 1:31:19  |
| 2024                      | 2024世界競走團體錦標賽                      | 土耳其安塔利亞 | 第56名        | 男子20公里競走          | 1:27:13  |
| 2024                      | 2024世界田總競走巡迴賽馬德里站              | 西班牙馬德里   | 第13名        | 男子10公里競走          | 43:58    |
| 2025                      | 2025世界田總競走巡迴賽太倉站                | 中國太倉市     | 第81名        | 男子20公里競走          | 1:23:43  |
| 2025                      | 2025亞洲20公里競走錦標賽                    | 日本能美市     | 第五名        | 男子20公里競走          | 1:26:47  |
| 代表 新竹市立光武國中     |                                             |                |               |                         |          |
| 2014                      | 中華民國103年全國中等學校田徑錦標賽         | 臺灣高雄市     | 第四名        | 國中男子3000公尺競走    | 15:04.89 |
| 2015                      | 104年港都盃全國中等學校田徑錦標賽暨公開賽   | 臺灣高雄市     | 第三名        | 國中男子3000公尺競走    | 14:28.24 |
| 2015                      | 中華民國104年全國中等學校運動會             | 臺灣新北市     | 第三名        | 國中男子3000公尺競走    | 13:44.25 |
| 代表 新竹市立成德高中     |                                             |                |               |                         |          |
| 2018                      | 107年新竹市風城盃全國競走錦標賽             | 臺灣新竹市     | 第二名        | 公開男子20公里競走      | 1:41:34  |
| 2018                      | 中華民國107年全國中等學校田徑錦標賽         | 臺灣宜蘭縣     | 第一名        | 高中男子10000公尺競走   | 46:39.20 |
| 2019                      | 中華民國108年全國中等學校運動會             | 臺灣高雄市     | 第一名        | 高中男子10000公尺競走   | 46:24.39 |
| 代表 國立臺灣體育運動大學 |                                             |                |               |                         |          |
| 2019                      | 108年新竹市風城盃全國競走錦標賽             | 臺灣新竹市     | 第二名        | 公開男子20公里競走      | 1:33:59  |
| 2020                      | 109年全國大專校院田徑公開賽暨奧運選拔系列賽 | 臺灣臺北市     | 第二名        | 大專男甲10000公尺競走   | 47:58.81 |
| 2020                      | 2020年中華民國全國大專校院運動會            | 臺灣高雄市     | 第一名        | 公開男子10000公尺競走   | 47:15.87 |
| 2020                      | 109年新竹市風城盃全國競走錦標賽             | 臺灣新竹市     | 第一名        | 公開男子20公里競走      | 1:35:41  |
| 2020                      | 2020東京元旦競走賽                          | 日本东京       | 第43名        | 男子20公里競走          | 1:33:51  |
| 2021                      | 110年全國大專校院田徑公開賽                 | 臺灣新北市     | 第一名        | 公開男子10000公尺競走   | 43:28.86 |
| 2021                      | 2021年中華民國全國大專校院運動會            | 臺灣臺南市     | 第一名        | 公開男子10000公尺競走   | 44:20.59 |
| 2022                      | 111年全國大專校院田徑公開賽                 | 臺灣新北市     | 第一名        | 公開男子10000公尺競走   | 42:50.23 |
| 2022                      | 2022年中華民國全國大專校院運動會            | 臺灣桃園市     | 第一名        | 公開男子組10000公尺競走 | 43:17.78 |
| 2023                      | 2023東京元旦競走賽                          | 日本东京       | 第十名        | 男子20公里競走          | 1:26:47  |
| 2023                      | 2023年中華民國全國大專校院運動會            | 臺灣桃園市     | 第一名        | 公開男子10000公尺競走   | 41:45.90 |
| 2024                      | 2024廣島縣央競走賽                          | 日本東廣島     | 第五名        | 男子10000公尺競走       | 41:15.65 |
| 2025                      | 2025東京元旦競走賽                          | 日本东京       | 第八名        | 男子20公里競走          | 1:25:01  |
| 2025                      | 114年全國大專校院田徑公開賽                 | 臺灣臺北市     | 第一名        | 公開男子10000公尺競走   | 40:25.50 |
| 2025                      | 2025年中華民國全國大專校院運動會            | 臺灣臺南市     | 第一名        | 公開男子10000公尺競走   | 44:45.02 |
| 代表 新竹市               |                                             |                |               |                         |          |
| 2013                      | 102年全國小學田徑錦標賽                     | 臺灣臺中市     | 第一名        | 小學男子2000公尺競走    | 10:14.00 |
| 2014                      | 103年全國田徑錦標賽                         | 臺灣新竹市     | 第12名        | 男子10000公尺競走       | 57:19.86 |
| 2017                      | 中華民國106年全國運動會                     | 臺灣宜蘭縣     | 第五名        | 男子20公里競走          | 1:43:25  |
| 2018                      | 第66屆元旦競走大賽                          | 日本东京       | 第20名        | 高中男子10公里競走      | 46:47    |
| 2019                      | 中華民國108年全國運動會                     | 臺灣桃園市     | 第三名        | 男子20公里競走          | 1:36:24  |
| 2020                      | 109年全國田徑錦標賽                         | 臺灣新北市     | 第一名        | 男子10000公尺競走       | 43:44.19 |
| 2021                      | 中華民國110年全國運動會                     | 臺灣新北市     | 第一名        | 男子20公里競走          | 1:29:42  |
| 2023                      | 中華民國112年全國運動會                     | 臺灣臺南市     | 第一名        | 男子20公里競走          | 1:33:23  |
| 2024                      | 113年全國田徑錦標賽                         | 臺灣花蓮縣     | 第一名        | 男子10000公尺競走       | 44:32.66 |
| 代表 亞仕生醫             |                                             |                |               |                         |          |
| 2022                      | 2022年臺北壯年田徑公開賽                    | 臺灣臺北市     | 第一名        | 男子5000公尺競走        | 20:48.40 |
| 個人出賽                  |                                             |                |               |                         |          |
| 2021                      | 2021年臺北馬拉松                            | 臺灣臺北市     | 男子組第399名 | 半程马拉松              | 1:36:56  |
| 2022                      | 2022年臺南古都國際半程馬拉松                | 臺灣臺南市     | 男子組第33名  | 半程马拉松              | 1:35:14  |
| 2022                      | 2022年寶礦力路跑                            | 臺灣臺北市     | 男子組第23名  | 半程马拉松              | 1:39:47  |
| 2022                      | 2022年新竹城市馬拉松                        | 臺灣新竹市     | 男子組第96名  | 超半程馬拉松（26KM）    | 2:09:10  |
| 2022                      | 2022年三得利健益公益路跑                    | 臺灣臺北市     | 男子組第16名  | 半程馬拉松              | 1:38:45  |

## 腳註

### 備註
1. ↑  運動員宣誓代表，貴賓組不敘獎

## 外部連結
- 許嘉維在的頁面
- 許嘉維的Instagram帳戶